# Dirk Niebel

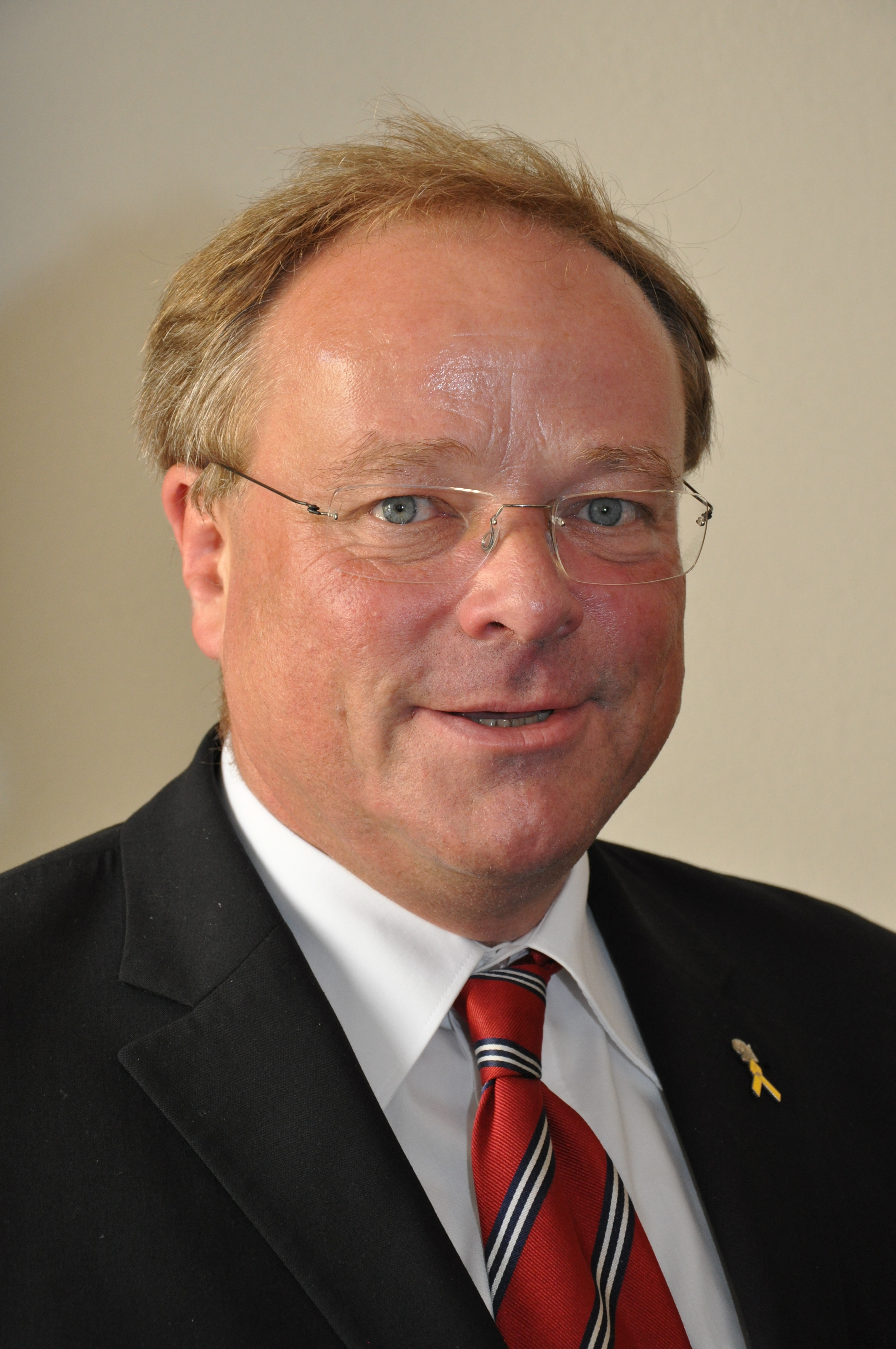
Dirk Niebel

Dirk Niebel, född 29 mars 1963 i Hamburg, är en tysk liberal politiker tillhörande partiet FDP.
Mellan 2005 och 2009 var han FDP:s generalsekreterare. Han var 2009-2013 Tysklands minister för ekonomiskt samarbete och utveckling (biståndsminister) i regeringen Merkel II och lämnade posten i samband med att FDP misslyckats med att nå upp i femprocentsspärren till förbundsdagen i valet 2013.

## Webblänkar
- Wikimedia Commons har media som rör Dirk Niebel.
- Website von Dirk Niebel
- Biografie beim Deutschen Bundestag
- Weblog: Niebels Woche
- "Dirk war unser Dicki", Bettina Röhl in Cicero